# Сан Себастиано ал Везувио
Сан Себастиа̀но ал Везу̀вио (на италиански: San Sebastiano al Vesuvio; на неаполитански: San Bastian, Сан Бастианъ) е град и община в Южна Италия, провинция Неапол, регион Кампания. Разположен е на 175 m надморска височина. Населението на общината е 9561 души (към 2010 г.).
В общинската територия се намира част от вулкан Везувий.